# Perfetto nel greco antico
La pagina mostra il perfetto del greco antico, uno dei tempi del sistema verbale del greco antico.

## Desinenze verbali
Ai temi temporali del verbo eventualmente modificati da suffissi, infissi e vocali tematiche, sono aggiunte le desinenze, che indicano la persona, il numero, la diatesi e in parte il tempo. Le desinenze si distinguono in primarie, che si trovano nell'indicativo dei tempi principali (presente, futuro, parte del perfetto), nel congiuntivo di tutti i tempi, nella I persona singolare attiva degli ottativi uscenti in -οι e in -αι; poi le desinenze secondarie o storiche, che marcano la forma del passato, ricorrono all'indicativo dei tempi storici (imperfetto, aoristo, piuccheperfetto), ma caratterizzano anche l'ottativo di tutti i tempi, eccettuata la I persona singolare attiva degli ottativi in -οι-/αι, e gran parte delle II persone singolari attive dei presenti atematici.
Ciascun tipo di desinenza si distingue tra diatesi attiva e media. Le desinenze mediopassive sono sostanzialmente identiche sia per la flessione tematica che per l'atematica, esse servono a esprimere la voce passiva in quasi tutti i tempi. L'imperativo ha desinenze proprie, così pure il perfetto indicativo attivo nelle prime tre persone singolari (sia nel I debole, nel II forte e nel III fortissimo), mentre per il resto della coniugazione ricorre a quelle dei tempi principali. In alcuni casi, come nel presente contratto, ma anche nel futuro attico e dorico, le desinenze si fondono con la vocale tematica e non sono separabili, così sono dette "terminazioni".

## Desinenze attive

### Desinenze primarie o principali (tematiche)
- Desinenze primarie
  - Tematiche

Attivo
Singolare
- - I -(ω)
  - II -ις (in base alla vocale tematica, può essere preceduto dalle vocali ε-α-ο)
- III - ι (stessa cosa della II persona)

Duale
- II -τον
- III -τον

Plurale
- I -μεν
- II -τε
- III - *N°τι - la N sonante indoeuropea davanti a consonante ha esito di vocale, davanti a vocale il contrario. Per le desinenze atematiche della III persona plurale da esito α. Qui viene per assibilazione >νσι, con caduta successiva di ν davanti a sibilante > -σι(ν)

### Desinenze secondarie o atematiche
- - Desinenze atematiche attive

Singolare
- I - μι
- II -σι > ς, si riduce a solo sigma altrimenti sarebbe risultato uguale alla III singolare
- III -τι > con assibilazione in -σι

Duale
- II -τον
- III -τον

Plurale
- I -μεν
- II -τε
- III -N°τι > ᾱσι (-εντι)

- - Desinenze passive sia per i verbi tematici e atematici

Singolare
- I -μαι
- II -σαι (dopo vocale tematica si riduce in ῃ> ει onde evitare doppioni e confusioni con il congiuntivo)
- III -ται

Duale
- II -σθον
- III -σθον

Plurale
- I -μεθα (anche -μεσθα)
- II -εσθε
- III -νται (-αται per gli atematici con davanti consonante)

### Alcuni fenomeni di contrazione e di casi letterari
Nell'attivo della flessione tematica la I persona singolare non presenta una desinenza, ma la vocale tematica -ο- allungata, le desinenze della II e III singolare derivano da uscite atematiche *λυεσι, per la II in questo caso la caduta di sigma determinò l'aggiunta del sigma finale ς per differenziare la persona dalla III; questa probabilmente usciva in *λυετι, successivamente subì l'assibilazione e poi caduta del sigma, venendo come la si vede oggi. I dialetti dorici hanno per la I persona plurale la desinenza -μες, per l'indoeuropeo esistevano 3 forme alternanti apofoniche *-enti/ *-onti / *-nti, di quest'ultima si ha traccia solo nel verbo εἰμί. La desinenza generalizzata -ντι, presente nella III persona plurale del dorico, dà luogo a -νσι per assibilazione, con successiva caduta del ν e allungamento di compenso della vocale tematica; secondo altri questo ν sarebbe efelcistico o mobile, dato che appare alla fine della desinenza, non sempre.
Nell'attivo della flessione atematica, la desinenza -σι della II singolare ha lasciato traccia nell'allungamento εἶ (uguale alla II singolare presente di εἰμί), nata da un *εσ+σι > *εσι con caduta di sigma; presente anche nel verbo εἶμι <*εj+σι. Questo fenomeno del sigma è evidente soprattutto nel dialetto eolico, ossia in Saffo. Nella III singolare la forma -τι (εσ-τι) in genere passa a -σι per assibilazione; nella III plurale è probabile che dall'originario *-nti indoeuropeo con N° sonante vocalizzata in α, si inserisse o il ν efelcistico, risultando *-αντι, e dopo l'assibilazione in *-ανσι, con caduta del ν davanti a sibilante, sia risultato definitivamente in -αι con α allungata per compenso.

## Desinenze medio-passive
Le desinenze primarie mediopassive, con l'assenza della diatesi media tipica dell'aoristo e del futuro, sono comuni sia nella flessione tematiche che atematica, restano inalterate. Solo nella II singolare del presente tematico, dell'aoristo I debole e del IV cappatico si ha caduta di sigma intervocalico, e successiva contrazione *λυ-ε-σαι > λύεαι > λυῃ con lo iota sottoscritto, o anche λύει, con dittongo lungo chiuso, frequente a partire dal IV secolo a.C. La I plurale in -μεσθα è molto antica, frequente in Omero e nell'attico arcaico, ridotta con caduta di sigma e allungamento di ε, e ripresa nella forma arcaica dagli scrittori ellenistici. Per la flessione atematica, Omero usa la III persona plurale in -ατι.
- Desinenze secondarie

Riguardano i tempi storici:
- - Attive tematiche

Singolare
- I -ν
- II -ς
- III -<*τ - la desinenza manca, e spesso

Duale
- II -τον
- III -την - spostamento dell'accento

Plurale
- I -μεν
- II -τε
- III -ν (nell'imperfetto) - εν(*τ)

Le desinenze secondarie divergono dalle primarie in pochi punti, nell'attivo la I singolare che deriva dall'indoeuropeo *-m° sonante, nella coniugazione tematica viene in -ν, nell'atematica è sempre -ν dopo vocale, e α dopo consonante, esempio nell'aoristo I di λύω si ha ἔλῡσᾰ anziché la forma dell'imperfetto ἔλυον. L'α ricorre anche nell'imperfetto di εἰμί, la desinenza della II singolare -ς è probabilmente quella che ricorre nei presenti atematici attivi, mentre (σ)θα mostra una derivazione dal perfetto. La desinenza consonantica della III plurale, dall'originaria alternanza indoeuropea *-enti/*-onti/*-nti, la forma *nt nella flessione tematica diventa -ν per caduta di dentale, frequente nell'imperfetto, che ha la III plurale uguale alla I singolare nell'attivo, mentre per *-onti non ci sono attestazioni in attico, mentre -εν (con caduta di dentale finale), caratterizza la III dell'ottativo (λύοιεν).
Nella flessione atematica si è generalizzata una desinenza in -σαν, in origine usata nell'aoristo I, ma poi esteso anche nell'aoristo III e IV. Nel mediopassivo le desinenze secondarie sono quasi uguali nei due tipi di flessione, la desinenza -σο della II singolare ha fenomeni analoghi alla corrispettiva desinenza primaria, cioè con la caduta di sigma (nella coniugazione tematica dell'imperfetto, dell'aoristo II e IV cappatico), con tale caduta si ha contrazione *ἐλυ-ε-σο >*ἐλεο > ἐλύου; anche se nell'imperfetto atematico si usa il -σο normalmente, come ἐδίδοσο.

### Formazione dell'imperativo
Le desinenze dell'imperativo tematico e atematico differiscono poco. Le forme della III persona plurale attiva e mediopassiva sono sempre in -τωσαν (forma abbreviata -ντων) per l'attivo, e -σθωσαν per il mediopassivo, forme attestate a partire dal V secolo a.C., e affermatesi nella koinè, sarebbero nate dall'aggiunta della desinenza secondaria di -σαν a quelle della III singolare dell'imperativo. Nel duale sia attivo che medio la II persona con vocale breve, identica all'uscita dell'indicativo, si oppone alla III, con la vocale allungata. Le II persone plurali sia attive che mediopassive sono identiche alle rispettive uscite dell'indicativo.
Diversità evidenti sono riscontrabili nella II persona singolare in base all'incontro con la vocale tematica precedente nelle desinenze primarie, e in base ai tempi verbali. Nella flessione tematica la II singolare attiva non ha desinenza, ma la vocale tematica -ε (nel presente), con l'accento circonflesso per la legge del trocheo finale; nella flessione atematica invece c'è l'oscillazione -θι (per i verbi in -μι come ἵσθι /da εἰμί/  - il ι deriva dall'indoeuropeo *-dhi), talora anche il puro tema ῐ̔́στη al presente, per i verbi in -μι, o l'estensione della vocale tematica -ε, come nel caso dei verbi a tema raddoppiato δίδωμι: δίδου <*δι-δο-ε, oppure anche τίθει <*τιθε-ε.
La vocale tematica -ε per l'attivo appare anche nell'imperativo perfetto, quanto a II singolare, mentre per l'aoristo (flessione atematica) si usa la desinenza -ον nell'attivo.
Nella II persona singolare mediopassiva, per l'aoristo I sigmatico si trova la desinenza -αι (*σαι con caduta di sigma intervocalico), la desinenza -ου con accento circonflesso, per l'aoristo II forte, e -θι per l'aoristo III fortissimo. Nel caso speciale dei 3 verbi dell'aoristo IV cappatico, per la diatesi attiva nella II singolare si ha la desinenza -ς, per la media la desinenza -ου con accento circonflesso, derivata probabilmente da *-σο con caduta di sigma e successiva contrazione. Per l'aoristo passivo con il suffisso -θη, per la II singolare si usa la desinenza -τι, mentre le altre rimangono quelle della coniugazione attiva.
Imperativo attivo
- Singolare
  - II - ε -θι -ς -ον
  - III - τω
- Duale
  - II -τον
  - III - των
- Plurale
  - II - τε
  - III - ντων, -τωσαν

Imperativo mediopassivo
- Singolare
  - II -σο -(σ)αι
  - III -σθω

- Duale
  - II -σθον
  - III -σθων

- Plurale
  - II -σθε
  - III -σθων - σθωσαν

### Formazione del congiuntivo e dell'ottativo
Il congiuntivo per tutti i tempi sia nella flessione tematica che atematica, è caratterizzato dall'allungamento della vocale tematica -ο del presente. Per analogia, anche nelle coniugazioni atematiche, il congiuntivo ha esteso questa coniugazione a tutti i tempi, e naturalmente nella coniugazione non presenta l'aumento nell'aoristo, mentre per il perfetto passivo, si realizza con la resa al participio mediopassivo del tema, con l'aggiunta del congiuntivo del verbo εἰμί. Per l'aoristo passivo, il congiuntivo si coniuga sempre con l'allungamento della vocale tematica, nella forma attiva.
Nella diatesi attiva e passiva dei verbi contratti, naturalmente avviene la contrazione dell'accento, rispettando anche la legge degli esiti dell'incontro tra le diverse vocali.
Diatesi attiva
- Singolare
  - I -ω
  - II -ῃς (ῳς - ᾳς) -οις, dall'incontro della vocale tematica -ο + ῃς
  - III -ῃ (ῳ - ᾳ) -οι

- Duale
  - II -ητον (ῳτον - ᾳτον) -ουτον
  - III -ητον (ῳτον - ᾳτον) -ουτον

- Plurale
  - I -ωμεν
  - II -ητε
  - III -ωσι

Diatesi media
- Singolare
  - I -ωμαι
  - II -ῃ (ᾳ)
  - III -ηται (ᾳται)

- Duale
  - II -ησθον (ασθον / ῳσθον)
  - III - ησθον (ασθον / ῳσθον)

- Plurale
  - I -ωμεθα (ῳμεθα)
  - II -ησθε (ῳσθε)
  - III -ωνται

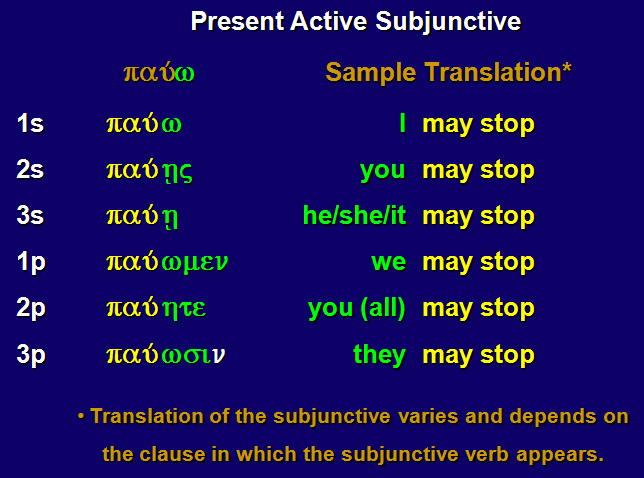
Il presente attivo indicativo e congiuntivo di παύω

La diatesi media atematica rispecchia le desinenze di quella tematica.
Stessa cosa può dirsi per l'ottativo, caratterizzato dal suffisso -οι + desinenza, sia nell'attivo che medio, mentre per i verbi atematici in -μι si ha il suffisso -ιη + desinenza nell'attivo, e nel medio il suffisso -ι lungo + desinenza.
Diatesi attiva tematica
- Singolare
  - I -οιμι
  - II -οις
  - III -οι

- Duale
  - II -οιτον
  - III -οιτην

- Plurale
  - I -οιμεν
  - II -οιτε
  - III -οιεν

Diatesi attiva atematica
- Singolare
  - I -ίην
  - II -ίης
  - III -ίη

- Duale
  - II -ῖτον
  - III -ίτην

- Plurale
  - I -ῖμεν
  - II -ῖτε
  - III -ῖεν

Per la coniugazione atematica dei verbi in -μι si usa il Tema verbale ad apofonia ridotta, esempio φήμι (tema verbale φη-φα si rende ad esempio la I singolare dell'ottativo φαίην)
Diatesi media
- Singolare
  - I -οίμην
  - II -οῖο (doveva avere un sigma intervocalico, poi caduto con allungamento)
  - III -οῖτο

- Duale
  - II -οῖσθον
  - III -οίσθην

- Plurale
  - I -οίμεθα
  - II -οῖσθε
  - III -οῖντο

La diatesi media è uguale sia per i verbi tematici che atematici. Inutile dire che anche l'ottativo come il congiuntivo, nei tempi storici non presenta l'aumento. Nel caso dell'ottativo perfetto passivo, esso come il congiuntivo, si forma con il participio passivo declinato in singolare, duale e plurale, + l'aggiunta del verbo εἰμί nella coniugazione dell'ottativo.

## Formazione del perfetto
La sua caratteristica è il raddoppiamento, con il quale si esprime il compimento dell'azione, può avere aspetto stativo e resultativo:
- Stativo: è il più antico, è espresso in modo intransitivo, e indica uno stato che perdura nel tempo come conseguenza di un'azione precedente, e si può tradurre anche al presente, poiché si è certi che l'azione ha avuto compimento nel passato, e che dunque nel presente è data per certa; un esempio è οἶδα, perfetto III di ὁράω, che si traduce al presente come "io so" come conseguenza durevole dell'"aver visto" qualcosa, di cui al presente si conosce l'esistenza. Somiglia molto all'aoristo "tragico", in cui il parlante dimostra di essere al corrente di qualcosa accaduta nel passato, ora nel momento presente.

- Resultativo: è più recente, inquadra i perfetti con valore transitivo, e sta ad indicare un'azione compiuta nel passato, e in italiano si può tradurre anche con un passato prossimo. Ci sono dei perfetti, come si è visto con οἶδα, che esprimono solo uno dei due valori, mentre in altri sono presenti entrambi, ed è solo il contesto a chiarirne il significato. E per questo il perfetto greco, anche per la sua composizione delle desinenze e degli infissi, oltre al caratteristico raddoppiamento, si divide in 3 categorie (I o debole, II o forte, III fortissimo o radicale).

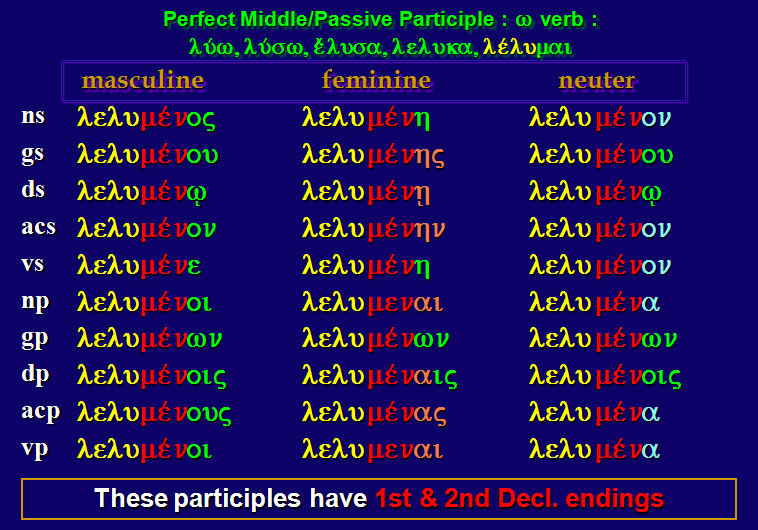
Participio perfetto mediopassivo di λύω

Il raddoppiamento classico riguarda il raddoppiamento, seguendo la legge di Grassmann sulle aspirate, delle consonanti iniziali di parola, inserendo delle corrispettive mute, ma come l'aumento dell'imperfetto e dell'aoristo, per i temi inizianti in vocale, oppure con la ρ aspirata per la presenza di un antico digamma, come nell'aumento temporale, si ha l'allungamento della vocale. Per i temi in consonante muta o seguita da liquida o nasale, escluso il gruppo -γν, il raddoppiamento è formato da una sola muta, seguita da ε. I temi verbali che iniziano con ρ o con due consonanti che non sono muta + liquida, o con gruppo γν, o con consonante doppia ξ o ψ, presentano una vocale ε identica all'aumento, ma che a differenza di quello dell'imperfetto e dell'aoristo, si mantiene per tutta la flessione, anche nel congiuntivo, nell'ottativo, nel participio, nell'imperativo e nell'infinito; esempio di ῥέω = ἐρρύηκᾰ, come si vede con la ρ c'è il raddoppiamento di consonante dopo l'aumento.
Alcune particolarità da ricordare sono:
- I temi che incominciano per consonante:
- Se il tema verbale incomincia per consonante aspirata, il raddoppiamento si forma con la tenue corrispondente (Legge di Grassmann).
- Se il tema verbale incomincia per consonante muta seguita da liquida, si raddoppia la prima consonante, cioè la muta. Fanno eccezione i temi che iniziano per -γν- e talvolta anche -γλ, βλ-, invece di raddoppiare la muta, premettono l'aumento sillabico.
- Se il tema verbale inizia per consonante liquida -ῥ- o consonante doppia (ξ, ψ, ζ) o due o più consonanti (che non siano muta + liquida) si usa come raddoppiamento il semplice aumento sillabico. Fanno eccezione i due verbi κτάομαι (acquisto) e μνάομαι (mi ricordo), che formano il raddoppiamento con la prima consonante del tema verbale benché incomincino con due consonanti che non sono muta + liquida.
- Prendono il prefisso -ει-, invece che il raddoppiamento, i verbi: λαμβανω (prendo), λαγχάνω (ottengo in sorte), λέγω (raccolgo), φημί (dico), ἔΘω (sono solito) e μείρομαι (ho in sorte).
- I temi che incominciano per vocale. Alcuni verbi, il cui tema incomincia per vocale forte (α, ε, ο) seguita da consonante, presentano il cosiddetto raddoppiamento attico, che consiste nel premettere le prime due lettere del tema verbale alla vocale iniziale del tema stesso, dopo averla allungata mediante l'aumento temporale (nel piuccheperfetto di solito si allunga anche la vocale della sillaba raddoppiata) ad esempio ἀκούω (ascolto) tema verbale ἀκο(υ) Perfetto ἀκ-ήκοα. Da notare che una forma particolare di raddoppiamento presenta il verbo ἐγείρω (sveglio) tema verbale ἐγερ/ἐγορ perfetto ἐγρήγορα. Esso si può spiegare con l'epentesi di -ρ- dovuta a ragioni eufoniche, oppure col raddoppiamento dell'intero tema, prima di grado zero (ἐγρ), poi di grado forte (ἐγορ).
- Il raddoppiamento nei verbi composti con preposizioni. I verbi composti con una o più preposizioni inseriscono il raddoppiamento (come l'Aumento) fra la Preposizione (o l'ultima delle preposizioni) e il tema verbale (Es. ἀπο-στέλλω "Spedisco" al perfetto è ἀπ-έ-σταλκα, συλλαμβάνω "Prendo insieme" al perfetto è συν-εί-ληφα, συν-ανα-γράφω "Registro insieme" al perfetto è συν-ανα-γέ-γραφα).

Un altro tipo di raddoppiamento è quello "attico", presente in antichità già da Omero, si raddoppia la vocale e la consonante iniziale del tema verbale, e nell'allungamento della vocale iniziale del tema stesso; esempio di ἀκούω = ἀκήκοα < ακοϝ. Sempre per la presenza originaria di un digamma o di un iniziale /s/, poi caduto nel tema verbale, alcuni raddoppiamenti avvengono in -ει, come nel caso di λαμβάνω = εἴληφα (*σλαβ)

## Perfetto attivo

### Perfetto I debole
- Perfetto I debole: è caratteristico per il raddoppiamento, e per il suffisso -κ interposto tra il tema verbale e la desinenza. Alcuni casi come il perfetto di λαγχάνω = εἴληχα.

Hanno il perfetto debole i verbi puri, i temi in dentale e la maggior parte dei temi in liquida e in nasale.
L'incontro fra elemento finale del tema verbale e la -κ- determina i seguenti mutamenti fonetici:
- Se il tema verbale esce in vocale breve essa generalmente si allunga (come nel futuro e nell'aoristo). Fanno eccezione i verbi θύω (sacrifico), λύω (sciolgo), δέω (lego) e τελέω (compio) che mantengono breve la vocale del tema.
- Se il tema verbale esce in dittongo, questo rimane inalterato. Da notare che i verbi -ρέω- (scorro) e -χέω- (verso) formano il Perfetto con la radice di grado debole -ῥυ, χυ-  (ἐρρύ-η-κα con ampliamento ε/η e κέΧυ-κα) mentre il verbo -τρεχω- (corro) lo forma dal tema -δραμ- con ampliamento ε/η (δε-δράμη-κα).
- Se il tema verbale esce in dentale semplice (τ, δ, θ) o preceduta da -ν- (ντ, νδ, νθ), davanti alla -κ- del suffisso la dentale semplice si elide senza compenso. Il gruppo ν + dentale si elide con allungamento di compenso (come nel Futuro e nell'aoristo sigmatico). Da notare che il verbo -δείδω- (temo) forma il Perfetto Debole dal tema di grado forte (δέ-δοι-κα).
- Se il tema verbale esce in liquida generalmente non subisce mutamenti.
- Se il tema verbale esce in nasale (ν) la nasale si muta in -γ- davanti alla -κ- del suffisso.

Un esempio di coniugazione del perfetto primo o debole è λύω, "sciogliere"
|              | Indicativo                 | Congiuntivo                | Ottativo                     | Imperativo                               |
| ------------ | -------------------------- | -------------------------- | ---------------------------- | ---------------------------------------- |
| 1ª singolare | λέλυκα                     | λελύκω (λελυκὼς ὦ)         | λελύκοιμι (λελυκὼς εἴην)     | -                                        |
| 2ª singolare | λέλυκας                    | λελύκῃς (λελυκὼς ᾖς)       | λελύκοις (λελυκὼς εἴης)      | λέλυκε (λελυκὼς ἴσθι)                    |
| 3ª singolare | λέλυκε(ν)                  | λελύκῃ (λελυκὼς ᾖ)         | λελύκοι (λελυκὼς εἴη)        | λελυκέτω (λελυκὼς ἔστω)                  |
| 2ª duale     | λελύκατον                  | λελύκητον (λελυκότε ἦτον)  | λελύκοιτον (λελυκότε εἶτον)  | λελύκετον (λελυκότε ἔτον)                |
| 3ª duale     | λελύκατον                  | λελύκητον (λελυκότε ἦτον)  | λελυκοίτην (λελυκότε εἴτην)  | λελυκέτων (λελυκότε ἔτων)                |
| 1ª plurale   | λελύκαμεν                  | λελύκωμεν (λελυκότες ὦμεν) | λελύκοιμεν (λελυκότες εἶμεν) | -                                        |
| 2ª plurale   | λελύκατε                   | λελύκητε (λελυκότες ἦτε)   | λελύκοιτε (λελυκότες εἶτε)   | λελύκετε (λελυκότες ἔστε)                |
| 3ª plurale   | λελύκασι(ν)                | λελύκωσιν (λελυκότες ὦσιν) | λελύκοιεν (λελυκότες εἶεν)   | λελυκόντων/λελυκέτωσαν (λελυκότες ὄντων) |
| Infinito     | Participio                 |                            |                              |                                          |
| λελυκέναι    | λελυκώς, λελυκυῖα, λελυκός |                            |                              |                                          |

Alcune osservazioni:
- La vocale -α- del suffisso si mantiene intatta in tutto l'indicativo tranne che alla terza persona singolare, in cui è sostituita da -ε- (data l'assibilazione di -τι- e la caduta di -ν-. Negli altri modi invece di -α- si trova la vocale tematica ο/ε che subisce le stesse modificazioni che subisce al presente.
- L'infinito è Parossitono mentre il nominativo singolare maschile e neutro del participio è ossitono.
- Il participio, a differenza degli altri participi attivi, piuttosto che il solito suffisso -ντ- presenta solo -τ- che unito alla vocale tematica -ο- determina l'uscita del tema in -οτ-. Nel nominativo singolare maschile si ha l'assibilazione di -τ- finale e l'allungamento organico della vocale tematica (ως). Nel nominativo singolare neutro si ha l'assibilazione del -τ- finale.
- Nel congiuntivo e nell'ottativo alle forme normali si sostituisce spesso quelle perifrastiche, formate dal participio Perfetto unito alle voci del congiuntivo e dell'ottativo di -εἰμί- (esempio λελυκώς, λελυκυῖα, λελυκός con congiuntivo ὦ, ᾖς, ᾖ ecc. oppure ottativo εἴην, εἴης, εἴη, ecc.).

Eccezioni:
- I temi radicali monosillabici in liquida e in nasale -ν- che contengono la vocale -ε- nel perfetto assumono il grado debole -α- come nell'aoristo forte Passivo.
- I quattro verbi: κλίνω (piego), κρίνω (giudico), πλύνω (lavo), τείνω (tendo) perdono la nasale -ν- davanti al suffisso -κα-.
- Alcuni temi monosillabici in liquida e in nasale subiscono la metatesi fra la vocale e la consonante finale del tema verbale e poi allungano la vocale davanti a -κα-.
- Parecchi verbi formano il perfetto dal tema verbale ampliato con -ε- che poi si allunga davanti al suffisso.

### Perfetto II forte
- Perfetto II forte: più antico del primo, si forma dal tema verbale raddoppiato senza alcun suffisso, ma semplicemente con l'aggiunta delle desinenze: la I persona singolare in -α fu poi sentita, come nel perfetto I, come caratteristica temporale del perfetto, ed estesa a tutta la flessione, meno che alla III singolare in -ε. Il perfetto è proprio dei verbi con tema in labiale, velare, liquida e nasale, e alcuni temi in dentale, per il raddoppiamento "temporale" dell'aumento si ha l'aspirazione, che lo differenzia dal perfetto I; un esempio è κέκρυφα da κρύπτω.

Hanno il perfetto forte per lo più i verbi radicali e precisamente:
- I temi in velare (κ, γ, χ) e in labiale (π, β, φ).
- Pochi temi in dentale (τ, δ, θ), in liquida (λ, ρ) e in nasale (ν).

Nel perfetto forte il tema verbale rimane inalterato in alcuni verbi mentre in altri esso:
- Aspira la consonante muta finale (perfetto forte aspirato) per cui la velare diviene χ e la labilae diviene -φ-.
- Presenta l'apofonia (perfetto forte apofonico) per cui la vocale interna del tema prende il grado forte: ε > ο; ι > οι; υ > ευ; α > ω.
- Presenta contemporaneamente l'aspirazione della muta finale e l'apofonia della vocale interna (perfetto forte apofonico e aspirato).

Un esempio di coniugazione del perfetto forte o secondo è φαίνω, "mostrare".
|              | Indicativo                 | Congiuntivo                 | Ottativo                    | Imperativo                                 |
| ------------ | -------------------------- | --------------------------- | --------------------------- | ------------------------------------------ |
| 1ª singolare | πέφηνα                     | πεφήνω (πεφηνὼς ὦ)          | πεφήνοιμι (πεφηνὼς εἴην)    | -                                          |
| 2ª singolare | πέφηνας                    | πεφήνῃς (πεφηνὼς ᾖς)        | πεφήνοις (πεφηνὼς εἴης)     | πέφηνε (πεφηνὼς ἴσθι)                      |
| 3ª singolare | πέφηνε                     | πεφήνῃ (πεφηνὼς ᾖ)          | πεφήνοι (πεφηνὼς εἴη)       | πεφηνέτω (πεφηνὼς ἔστω)                    |
| 2ª duale     | πεφήνατον                  | πεφήνητον (πεφηνότε ἦτον)   | πεφήνοιτον (πεφηνότε εἶτον) | πεφήνετον (πεφηνότε ἔτον)                  |
| 3ª duale     | πεφήνατον                  | πεφήνητον (πεφηνότε ἦτον)   | πεφηνοίτην (πεφηνότε εἴτην) | πεφηνέτων (πεφηνότε ἔτων)                  |
| 1ª plurale   | πεφήναμεν                  | πεφήνωμεν (πεφηνότες ὦμεν)  | -                           |                                            |
| 2ª plurale   | πεφήνατε                   | πεφήνητε (πεφηνότες ἦτε)    | πεφήνοιτε (πεφηνότες εἶτε)  | πεφήνετε (πεφηνότες ἔστε)                  |
| 3ª plurale   | πεφήνασι(v)                | πεφήνωσιν} (πεφηνότες ὦσιν) | πεφήνοιεν (πεφηνότες εἶεν)  | πεφηνόντων / πεφηνέτωσαν (πεφηνότες ὄντων) |
| Infinito     | Participio                 |                             |                             |                                            |
| πεφηνέναι    | πεφηνώς, πεφηνυῖα, πεφηνός |                             |                             |                                            |

Alcune osservazioni:
- Anche il perfetto forte ha la forma attica, piuttosto rara, πεφηνέτωσαν.
- L'infinito ha la vocale tematica -ε-.
- Il solo tema in vocale che segue la coniugazione del perfetto forte è ἀκούω "ascolto" che fa ἀκήκοα (con raddoppiamento attico); questo perché originariamente il tema terminava in digamma che si è vocalizzato: *ἀκοϝω > ἀκούω.

Tre sono le notazioni da fare su questo argomento:
- Quando lo stesso verbo presenta due forme di perfetto (quello debole e quello forte), la forma debole ha valore transitivo, la forma forte ha valore intransitivo e si rende spesso col presente.
- Quando lo stesso verbo ha due forme di perfetto forte, una aspirata e una non aspirata, la forma aspirata ha valore transitivo, quella non aspirata ha valore intransitivo.
- Hanno valore intransitivo e si rendono, per lo più, col presente i seguenti perfetti: ἄραρα (sono adatto), γέγονα (sono), δέδυκα (sono immerso), ἔαγα (sono rotto), ἔρρωγα (sono spezzato), ἔσβηκα (sono spento), ἕστηκα (sto), κέκηθα (mi curo di), κέκραγα (grido), κέκτήμαι (posseggo), κέχηνα (sto a bocca aperta), λέληθα (sono nascosto), μέμηνα (sono pazzo), μέμνημαι (ricordo), ὄρωρα (sorgo), πέφυκα (sono per natura), σέσηπα (sono marcio) e τέτηκα (sono liquefatto).

### Perfetto III fortissimo, o atematico
Il perfetto III fortissimo atematico, molto antico anche questo, è costituito dal tema raddoppiato, cui vengono aggiunte le desinenze personali; qui è ancora attiva l'alternanza apofonica tra il grado normale del singolare e il grado zero del plurale e del duale, segno che con il prevalere del valore stativo, dell'antichità della sua formazione. Pochi verbi hanno il perfetto fortissimo, come βαίνω, e ci sono, ad eccezione di ἵστημι con flessione completa, attestazioni parziali del congiuntivo e dell'ottativo. La caratteristica di questo perfetto è che per le prime 3 persona singolari si avvale del suffisso + desinenza -κα, -κας, -κε, mentre per le altre 3 persone del plurale e le 2 del duale, usa solo il raddoppiamento, la vocale tematica -α + le normali desinenze primarie. Questo è l'esempio di βάινω = βέβηκα, ας, ε, poi βέβατον (ambedue) e βέβαμεν, -ατε, βεβᾶ)σιν in quanto l'α è risultato di una vocalizzazione della N° sonante indeuropea, con la presenza di un /s/ intervocalico caduto, provocando l'allungamento.
Gli stessi verbi che hanno il perfetto attivo fortissimo hanno anche il piuccheperfetto fortissimo che non presenta suffissi o V.T., ma si forma aggiungendo direttamente al tema verbale, raddoppiato e preceduto dall'aumento, le desinenze storiche attive. Anche per il piuccheperfetto fortissimo manca il singolare per il quale si usano le rispettive forme deboli o forti.
Aumento + raddoppiamento + tema verbale + desinenze storiche (es. ἐ-βέ-βα-σαν).
Si possono distinguere due gruppi di verbi che hanno il perfetto e il piuccheperfetto fortissimo o misto:
- Quelli che nel singolare usano la forma debole.
- Quelli che nel singolare usano la forma forte.

|            | Singolare | Plurale                                            | Duale   |
| ---------- | --------- | -------------------------------------------------- | ------- |
| 1ª persona | βέβηκα    | βέβαμεν                                            | -       |
| 2ª persona | βέβηκας   | βέβατε                                             | βέβατον |
| 3ª persona | βέβηκε(ν) | βέβασι(ν)                                          | βέβατον |
|            | Infinito  | Participio                                         |         |
|            | βεβάναι   | βεβαώς (βεβώς), βεβῶσα (βεβαυῖα), βεβηκός (βεβαός) |         |

Osservazioni da fare sono:
- Come si può notare, le forme dell'indicativo usano al singolare il grado βη- dell'apofonia e sono di perfetto debole, mentre al plurale ed al duale si usa il grado βα- ed è un tipo di perfetto atematico.
- Esiste un'unica forma accertata di congiuntivo ed è la 3º pers. plur. βεβῶσι(ν); ottativo e imperativo non hanno forme attestate.
- Anche il participio usa il grado βα-. Il femminile è modellato sui participi dei verbi contratti in -άω, e il neutro è un perfetto debole.
- Il participio presenta forma alternative: βεβώς è la contrazione di βεβαώς, βεβῶσα è analogico; βεβαυῖα ha la regolare terminazione del perfetto, mentre βεβηκός è una forma di perfetto debole.

## Perfetto mediopassivo
Il perfetto mediopassivo si forma aggiungendo al tema verbale raddoppiato le desinenze principali mediopassive dei verbi tematici, dunque è un perfetto atematico e privo di suffissi. Il congiuntivo, l'ottativo e la III persona plurale si formano nella maniera perifrastica, con il participio mediopassivo + il verbo essere al congiuntivo e ottativo, per la III dell'indicativo ovviamente con il verbo essere al presente.
Altra caratteristica del perfetto passivo riguarda i temi in consonante, che subiscono all'incontro con le consonanti iniziali delle desinenze -μαι, -σι, -ται ecc.. diversi fenomeni di assimilazione:
- Labiali: μμ = π-β-φ + μ / ψ = idem + σ / πτ = idem + τ / φθ = idem + σθ
- Velari: γμ = κ-γ-χ + μ / ξ = idem + σ / κτ = idem + τ / χθ = idem + σθ
- Dentali: σμ = τ-δ-θ + μ / σ seguendo lo stesso procedimento di sopra negli incontri / στ / σθ
- Nasali: μ - τ + X = σμ - νσ - ντ - νθ
- Liquide: λ e ρ + X = λμ / ρμ - λρ / ρσ - λτ / ρτ - λθ / ρθ

Un esempio con la coniugazione del perfetto passivo di γράφω, con consonante in labiale π + desinenza:
- γέγραμμαι
- γέγραψαι
- γέγραπται
- γέγραφθον
- γέγραφθον
- γεγράμμεθα
- γέγραφθε
- γεγραμμέν -οι -αι -α, εἰσί (forma perifrastica per la III plurale)

Perfetto medio-passivo indicativo, imperativo, infinito e participio di θύω, βλάπτω, πράσσω e ἐλπίζω.
| 1ª singolare | τέθυμαι            | βέβλαμμαι                    | πέπραγμαι                    | ἤλπισμαι                    |
| 2ª singolare | τέθυσαι            | βέβλαψαι                     | πέπραξαι                     | ἥλπισαι                     |
| 3ª singolare | τέθυται            | βέβλαπται                    | πέπρακται                    | ἤλπισται                    |
| 2ª duale     | τέθυσθον           | βέβλαφθον                    | πέπραχθον                    | ἤλπισθον                    |
| 3ª duale     | τέθυσθον           | βέβλαφθον                    | πέπραχθον                    | ἤλπισθον                    |
| 1ª plurale   | τεθύμεθα           | βεβλάμμεθα                   | πεπράγμεθα                   | ἠλπίσμεθα                   |
| 2ª plurale   | τέθυσθε            | βέβλαφθε                     | πέπραχθε                     | ἤλπισθε                     |
| 3ª plurale   | τέθυνται           | βεβλαμμένοι, -αι, -α εἰσί(ν) | πεπραγμένοι, -αι, -α εἰσί(ν) | ἠλπισμένοι, -αι, -α εἰσί(ν) |
| Imperativo   |                    |                              |                              |                             |
| 2ª singolare | τέθυσο             | βέβλαψο                      | πέπραξο                      | ἤλπισο                      |
| 3ª singolare | τεθύσθω            | βεβλάφθω                     | πεπράχθω                     | ἠλπίσθω                     |
| 2ª plurale   | τέθυσθε            | βέβλαφθε                     | πέπραχθε                     | ἤλπισθε                     |
| 3ª plurale   | τεθύσθων           | βεβλάφθων                    | πεπράχθων                    | ἠλπίσθων                    |
| 2ª duale     | τέθυσθον           | βέβλαφθον                    | πέπραχθον                    | ἤλπισθον                    |
| 3ª duale     | τεθύσθων           | βεβλάφθων                    | πεπράχθων                    | ἠλπίσθων                    |
| Infinito     |                    |                              |                              |                             |
|              | τεθύσθαι           | βεβλάφθαι                    | πεπράχθαι                    | ἠλπίσθαι                    |
| Participio   |                    |                              |                              |                             |
|              | τεθυμένος, -η, -ον | βεβλαμμένος, -η, -ον         | πεπραγμένος, -η, -ον         | ἠλπισμένος, -η, -ον         |

|           |                                                                                  | Congiuntivo       | Ottativo          |
| --------- | -------------------------------------------------------------------------------- | ----------------- | ----------------- |
| Singolare | τεθυμένος, -η, -ον βεβλαμμένος, -η, -ον πεπραγμένος, -η, -ον ἠλπισμένος, -η, -ον | ὦ, ᾖς, ᾖ          | εἴην, εἴης, εἴη   |
| Plurale   | τεθυμένοι, -αι, α βεβλαμμένοι, -αι, -α πεπραγμένοι, -αι, -α ἠλπισμένοι, -αι, -α  | ὦμεν, ἦτε, ὦσι(v) | εἶμεν, εἶτε, εἶεν |
| Duale     | τεθυμένω, -ᾱ, -ω βεβλαμμένω, -ᾱ, -ω πεπραγμένω, -ᾱ, -ω ἠλπισμένω, -ᾱ, -ω         | ἦτον, ἦτον        | εἶτον, εἴτην      |

Osservazioni:
- La formazione perifrastica (participio + εἰμί) delle terze persone plurali dell'indicativo è un recente atticismo; nella forma più antica e nel dialetto ionico, come anche quello omerico, la desinenza regolare era -ᾱται (< *ṇται): πεπράγαται, βεβλάβαται, ἠλπίδαται, ecc.
- Si noti che il nominativo del participio maschile e neutro è sempre, irregolarmente, parossitono (non ritrae infatti l'accento: -μένος, -μένον): questo consente di distinguere a colpo sicuro un participio perfetto medio-passivo da qualsiasi altro tipo di participio.
- Nei temi in consonante, l'uscita di terza singolare -ᾱτο (da *-ṇτο con vocalizzazione di ν diventato sonante davanti a consonante) è quella originale, ma poco usata nel dialetto attico che preferisce invece la forma perifrastica.

Particolarità da segnalare:
- I verbi della I classe, che nel presente hanno la vocale del tema di grado medio (rispetto al grado debole del tema verbale), prendono il grado medio anche nel perfetto e nel piuccheperfetto medio.
- Fra i temi monosillabici soggetti ad apofonia, alcuni presentano nel perfetto e nel piuccheperfetto medio la vocale di grado debole mentre altri presentano invece il grado medio (α > η).
- Parecchi verbi presentano il tema amplificato con ε/η.

Perfetto medio-passivo indicativo, imperativo, infinito e participio di θύω, βλάπτω, πράσσω e ἐλπίζω.
| 1ª singolare | τέθυμαι            | βέβλαμμαι                    | πέπραγμαι                    | ἤλπισμαι                    |
| 2ª singolare | τέθυσαι            | βέβλαψαι                     | πέπραξαι                     | ἥλπισαι                     |
| 3ª singolare | τέθυται            | βέβλαπται                    | πέπρακται                    | ἤλπισται                    |
| 2ª duale     | τέθυσθον           | βέβλαφθον                    | πέπραχθον                    | ἤλπισθον                    |
| 3ª duale     | τέθυσθον           | βέβλαφθον                    | πέπραχθον                    | ἤλπισθον                    |
| 1ª plurale   | τεθύμεθα           | βεβλάμμεθα                   | πεπράγμεθα                   | ἠλπίσμεθα                   |
| 2ª plurale   | τέθυσθε            | βέβλαφθε                     | πέπραχθε                     | ἤλπισθε                     |
| 3ª plurale   | τέθυνται           | βεβλαμμένοι, -αι, -α εἰσί(ν) | πεπραγμένοι, -αι, -α εἰσί(ν) | ἠλπισμένοι, -αι, -α εἰσί(ν) |
| Imperativo   |                    |                              |                              |                             |
| 2ª singolare | τέθυσο             | βέβλαψο                      | πέπραξο                      | ἤλπισο                      |
| 3ª singolare | τεθύσθω            | βεβλάφθω                     | πεπράχθω                     | ἠλπίσθω                     |
| 2ª plurale   | τέθυσθε            | βέβλαφθε                     | πέπραχθε                     | ἤλπισθε                     |
| 3ª plurale   | τεθύσθων           | βεβλάφθων                    | πεπράχθων                    | ἠλπίσθων                    |
| 2ª duale     | τέθυσθον           | βέβλαφθον                    | πέπραχθον                    | ἤλπισθον                    |
| 3ª duale     | τεθύσθων           | βεβλάφθων                    | πεπράχθων                    | ἠλπίσθων                    |
| Infinito     |                    |                              |                              |                             |
|              | τεθύσθαι           | βεβλάφθαι                    | πεπράχθαι                    | ἠλπίσθαι                    |
| Participio   |                    |                              |                              |                             |
|              | τεθυμένος, -η, -ον | βεβλαμμένος, -η, -ον         | πεπραγμένος, -η, -ον         | ἠλπισμένος, -η, -ον         |

|           |                                                                                  | Congiuntivo       | Ottativo          |
| --------- | -------------------------------------------------------------------------------- | ----------------- | ----------------- |
| Singolare | τεθυμένος, -η, -ον βεβλαμμένος, -η, -ον πεπραγμένος, -η, -ον ἠλπισμένος, -η, -ον | ὦ, ᾖς, ᾖ          | εἴην, εἴης, εἴη   |
| Plurale   | τεθυμένοι, -αι, α βεβλαμμένοι, -αι, -α πεπραγμένοι, -αι, -α ἠλπισμένοι, -αι, -α  | ὦμεν, ἦτε, ὦσι(v) | εἶμεν, εἶτε, εἶεν |
| Duale     | τεθυμένω, -ᾱ, -ω βεβλαμμένω, -ᾱ, -ω πεπραγμένω, -ᾱ, -ω ἠλπισμένω, -ᾱ, -ω         | ἦτον, ἦτον        | εἶτον, εἴτην      |

## Il piuccheperfetto

### Attivo
Trattasi di tempo storico, che esprime l'aspetto stativo resultativo nel passato, esso è caratterizzato dall'aumento, dal raddoppiamento del perfetto, e dalle desinenze secondarie, o dei tempi storici. In italiano si traduce solitamente come un trapassato remoto; come nell'imperfetto, questo tempo ha solo il modo indicativo, e diatesi sia attiva che passiva. L'aumento non è per forza obbligatorio, dato che ci sono attestazioni presso Omero e presso gli storici o gli oratori, forse per evitare un grande accumulo di prefissi in una sola parola. I verbi che formano un perfetto con raddoppiamento costituito dalla vocale ε o dall'allungamento della vocale iniziale, rimangono immutati, come nel caso di ἀγγέλλω =  ἤγγελκειν.
Come nel perfetto, per la particolarità di avere l'aumento, e in certi verbi, il suffisso -κ, il piuccheperfetto può essere I o debole, poi II o forte, o III fortissimo. Per il piuccheperfetto debole si può fare l'esempio di λύω = : ἐλελύκειν, ma la desinenza corretta arcaica è, per la I singolar,e in -η. Deriva da * ἐλελύκεσ + m° sonante indoeuropea, che si risolse, a contatto con la consonante /s/ in -α > ἐλελύκεσα, successivamente il /s/ in posizione intervocalica cadde, e si ebbe ἐλελύκεα, con la contrazione (ε+α) della desinenza in -η
Le desinenze si alternano tra la η-ης-ει (prime 3 singolari) e le corrispettive -ειν-εις-ι, che sono più tarde, realizzate per analogia. Come nel perfetto mediopassivo (o passivo), anche il piucheperfetto usa per la III plurale la forma perifrastica, inoltre per i temi in consonante si realizzano degli esiti particolari proprio come nel perfetto, dall'incontro delle consonanti del tema con le relative desinenze.
Il piuccheperfetto II forte si usa per verbi come λείπω = ἐλελοίπα, mentre il III fortissimo che ha valore di imperfetto in italiano, si forma con quei verbi che hanno un perfetto III con valore stativo, e dunque presente in italiano, come οἶδα, il piuccheperfetto è ᾔδη, nelle forme più recenti ᾔδειν.

### Piuccheperfetto I debole
Il piuccheperfetto attivo primo o debole è formato dal tema verbale raddoppiato, preceduto dall'aumento e seguito dal suffisso temporale -κει- e dalle desinenze personali storiche.
Aumento + raddoppiamento + tema verbale + κει + desinenze storiche (es. ἐ-λε-λύ-κει-ν).
Hanno il piuccheperfetto debole gli stessi verbi che hanno il perfetto debole.
L'incontro tra l'elemento finale del tema verbale e la velare -κ- del suffisso determina gli stessi mutamenti fonetici di cui si è detto a proposito del perfetto debole.
|              | Forma antica | Forma recente |
| ------------ | ------------ | ------------- |
| 1ª singolare | ἐλελύκη      | ἐλελύκειν     |
| 2ª singolare | ἐλελύκης     | ἐλελύκεις     |
| 3ª singolare | ἐλελύκει     | ἐλελύκει      |
| 1ª plurale   | ἐλελύκεμεν   | ἐλελύκειμεν   |
| 2ª plurale   | ἐλελύκετε    | ἐλελύκειτε    |
| 3ª plurale   | ἐλελύκεσαν   | ἐλελύκεισαν   |
| 2ª duale     | ἐλελύκετον   | ἐλελύκειτον   |
| 3ª duale     | ἐλελυκέτην   | ἐλελυκείτην   |

Osservazioni da fare sono:
- Le forme recenti derivano dall'attico più recente del IV secolo a.C.; sono formate a partire dalla terza singolare sentita come puro tema cui vengono aggiunte le desinenze atematiche dei tempi storici.
- Per il singolare: 1º persona: *ἐλελυκ.ε[σ].α > ἐλελύκη; il processo si ripete identico nelle altre persone avendo come differenza le desinenza -ας (*-εσ.ας > *-ε.ας > -ης) e -ε (*-εσ.ε > *-ε.ε > -ει) rispettivamente della 2ª e 3ª persona.
- Esistono anche forme perifrastiche composte con il participio perfetto + verbo εἰμί all'imperfetto con lo stesso significato: λελυκὼς ἦν, λελυκὼς ἦσθα, ecc.

### Piuccheperfetto II forte
Differisce dal debole solo per il suffisso temporale che si riduce al dittongo -ει- e le desinenze personali storiche.
Aumento + raddoppiamento + tema verbale + ει + desinenze storiche (es. ἐ-πε-φήν-ει-ν).
Hanno il piuccheperfetto forte gli stessi verbi che hanno il perfetto forte.
Nel piuccheperfetto forte si ripetono i fenomeni fonetici riscontrati nel perfetto forte:
- Mantengono inalterato il tema verbale gli stessi verbi che lo mantengono inalterato nel perfetto forte.
- Aspirano la muta finale del tema verbale gli stessi verbi che hanno il perfetto forte aspirato.
- Presentano l'apofonia del vocale interna del tema verbale, (grado forte) gli stessi verbi che hanno il perfetto forte apofonico.
- Presentano contemporaneamente l'aspirazione della muta finale del tema verbale e l'apofonia della vocale interna gli stessi verbi che hanno il perfetto forte apofonico e aspirato.

|              | Forma antica | Forma recente |
| ------------ | ------------ | ------------- |
| 1ª singolare | ἐπεφήνη      | ἐπεφήνειν     |
| 2ª singolare | ἐπεφήνης     | ἐπεφήνεις     |
| 3ª singolare | ἐπεφήνει     | ἐπεφήνει      |
| 1ª plurale   | ἐπεφήνεμεν   | ἐπεφήνειμεν   |
| 2ª plurale   | ἐπεφήνετε    | ἐπεφήνειτε    |
| 3ª plurale   | ἐπεφήνεσαν   | ἐπεφήνεισαν   |
| 2ª duale     | ἐπεφήνετον   | ἐπεφήνειτον   |
| 3ª duale     | ἐπεφηνέτην   | ἐπεφηνείτην   |

### Piuccheperfetto III fortissimo o misto
Il piuccheperfetto di βαίνω:
|            | Singolare | Plurale  | Duale    |
| ---------- | --------- | -------- | -------- |
| 1ª persona | ἐβεβήκειν | ἐβέβαμεν | -        |
| 2ª persona | ἐβεβήκεις | ἐβέβατε  | ἐβέβατον |
| 3ª persona | ἐβεβήκει  | ἐβέβασαν | ἐβεβάτην |

Sul perfetto e sul piuccheperfetto misto di -βαίνω- si modellano quelli derivanti dalla radice: στα, θνα, τλα, dei verbi ἵστημι, θνῄσκω, τέτληκα (perfetto difettivo senza presente).
Da segnalare che dal tema -τλα- si ha anche il futuro τλήσομαι e l'aoristo ἔτλην. Le radici -θνα- e -τλα- invece davanti all'uscita del participio (ώς, υῖα, ός) vi sono forme in cui la -α- si allunga in -η- o muta in -ε- o scompare. Forme isolate di perfetti fortissimi sono:
- πεπτώς, υῖα, ός Participio di πίπτω (cado) che si trova accanto alla forma debole πεπτωκώς, υῖα, ός.
- ἠρίσταμεν I persona plurale dell'indicativo da -ἀριστάω- (faccio colazione).
- δεδείπναμεν I plurale dell'indicativo da -δειπνέω- (pranzo).

Possono servire da paradigma per questo tipo di perfetto e piuccheperfetto quelli del verbo -δείδω- (temo), che nel singolare dell'indicativo assumono le forme forti, mentre presentano quelle fortissime nel duale, nel plurale e in tutti gli altri modi.
Da segnalare è che le forme del perfetto e piuccheperfetto misto del verbo -δείδω- hanno significato rispettivamente di presente e di imperfetto mentre significato di perfetto e piuccheperfetto hanno le forme deboli δέδοικα, ἐδεδοίκειν.
Un esempio di coniugazione di piuccheperfetto fortissimo.
|              | Fortissimo |
| ------------ | ---------- |
| 1ª singolare | ἐδεδίειν   |
| 2ª singolare | ἐδεδίεις   |
| 3ª singolare | ἐδεδίει    |
| 1ª plurale   | ἐδέδιμεν   |
| 2ª plurale   | ἐδέδιτε    |
| 3ª plurale   | ἐδέδισαν   |
| 2ª duale     | ἐδέδιτον   |
| 3ª duale     | ἐδεδίτην   |

### Piuccheperfetto mediopassivo
Si forma:
Aumento + raddoppiamento + tema verbale + desinenze storiche medie (es. ἐ-λε-λύ-μην).
L'incontro dell'ultimo elemento del tema verbale con la consonante iniziale delle desinenze personali determina i seguenti fenomeni fonetici:
- Se il tema verbale esce in vocale breve questa si allunga davanti alle desinenze. Da notare che:
- Il verbo -χράομαι- (uso) nel perfetto e nel piuccheperfetto medio, come in quello attivo, muta in -η- l'-α- del tema verbale, benché sia pura.
- Il verbo -ἀκροάομαι- (ascolto) nel perfetto e nel piuccheperfetto medio, come in quello attivo, non muta in -η- l'-α- del tema verbale, benché sia impura.
- Mantengono breve la vocale finale del tema verbale nel perfetto e nel piuccheperfetto medio, come in quello attivo, i verbi: λύω (sciolgo), θύω (sacrifico), δέω (lego) e ἐλαύνω (spingo).
- Inseriscono -σ- fra il tema verbale e la desinenza molti verbi col tema in vocale (specialmente quelli che la mantengono breve nel futuro e nell'aoristo Sigmatico).
- Alcuni verbi presentano doppia forma, con e senza -σ-.
- Se il tema verbale esce in dittongo questo resta inalterato. Da notare che:
- Assumono il grado debole i due temi radicali -χευ/χυ e πνευ/πνυ.
- Inseriscono -σ- fra il tema verbale e la desinenza di alcuni verbi, κελέυω (comando), πλέω (navigo) e σείω (scuoto).
- Doppia forma, con e senza -σ-, hanno i verbi κλείω (chiudo) e κρούω (urto).
- Se il tema verbale esce in consonante per tutti i temi si verificano i seguenti Fenomeni:
- Le desinenze della III persona plurale dell'indicativo perfetto (νται) e piuccheperfetto (ντο), per evitare il succedersi di tre consonanti (impronunciabili agevolmente), in un primo tempo furono trasformate rispettiva in -αται- e -ατο- vocalizzando la nasale preceduta da consonante (tali forme sono frequenti in Erodoto e compaiono in altri da Omero a Platone). Successivamente tali voci furono sostituite con le forme perifrastiche risultanti dal participio perfetto medio unito alla III plurale del presente o dell'imperfetto di -εἰμί-.
- Nelle desinenze che incominciano per -σθ- (σθον, σθην, σθω, σθων, σθωσαν, σθαι) il -σ- divenuto interconsonantico, cade per cui davanti a -θ- le velari e le labiali si aspirano le dentali si assibilano e le liquide e le nasali restano inalterate.

Piuccheperfetto medio-passivo di λύω e φαίνω.
|              | Temi in vocale (λύω) | Temi in consonante (φαίνω, in nasale) |
| ------------ | -------------------- | ------------------------------------- |
| 1ª singolare | ἐλελύμην             | ἐπεφάσμην                             |
| 2ª singolare | ἐλέλυσο              | ἐπέφανσο                              |
| 3ª singolare | ἐλέλυτο              | ἐπέφαντο                              |
| 1ª plurale   | ἐλελύμεθα            | ἐπεφάσμεθα                            |
| 2ª plurale   | ἐλέλυσθε             | ἐπέφανθε                              |
| 3ª plurale   | ἐλέλυντο             | πεφασμένοι ἦσαν (ἐπεφάνατο)           |
| 2ª duale     | ἐλέλυτον             | ἐπέφαντον                             |
| 3ª duale     | ἐλελύτην             | ἐπεφάντην                             |

Osservazioni da fare sono:
- La formazione perifrastica (participio + εἰμί) delle terze persone plurali dell'indicativo è un recente atticismo; nella forma più antica e nel dialetto ionico, come anche quello omerico, la desinenza regolare era -ᾱται (< *ṇται): πεπράγαται, βεβλάβαται, ἠλπίδαται, ecc.
- Si noti che il nominativo del participio maschile e neutro è sempre, irregolarmente, parossitono (non ritrae infatti l'accento: -μένος, -μένον): questo consente di distinguere a colpo sicuro un participio perfetto medio-passivo da qualsiasi altro tipo di participio.
- Nei temi in consonante, l'uscita di terza singolare -ᾱτο (da *-ṇτο con vocalizzazione di ν diventato sonante davanti a consonante) è quella originale, ma poco usata nel dialetto attico che preferisce invece la forma perifrastica.

Particolarità da segnalare sono:
- I verbi della I classe, che nel presente hanno la vocale del tema di grado medio (rispetto al grado debole del tema verbale), prendono il grado medio anche nel perfetto e nel piuccheperfetto medio.
- Fra i temi monosillabici soggetti ad apofonia, alcuni presentano nel perfetto e nel piuccheperfetto medio la vocale di grado debole mentre altri presentano invece il grado medio (α > η).
- Parecchi verbi presentano il tema amplificato con ε/η.

## Il futuro perfetto
Ha valore stativo resultativo, indica un'azione compiuta già nel futuro, e in italiano si rende con un futuro anteriore ("io avrò avuto - io sarò andato"). Questo futuro non faceva parte del sistema del perfetto, ma era un futuro sigmatico con raddoppiamento e valore desiderativo, nei secoli a seguire per via del raddoppiamento venne sentito vicino al tempo perfetto. I temi in vocale allungano la vocale breve, come nel futuro sigmatico, e non la mantengono breve come avviene nel perfetto. Esso si forma sul tema temporale del perfetto a cui si aggiungono il suffisso del futuro sigmatico -σε-σο e a seconda della diatesi attiva o media, le desinenze del futuro attivo e medio.
Come nel futuro, il tempo ha solo i modi indicativo, ottativo, participio e infinito. Il futuro perfetto attivo ha la forma perifrastica (e non come alcune grammatiche suggeriscono ricostruendolo, in un normale futuro sigmatico attivo, per le desinenze, con raddoppiamento del perfetto), costituita dal participio perfetto attivo, accompagnato dalle forme del futuro del verbo εἰμί; invece il futuro medio si coniuga normalmente con le desinenze relative, tipo: λελῡ́σομαι
Un esempio di coniugazione perifrastica attiva del futuro perfetto è (sempre da λύω), λελυκώς, -υῖᾰ, -ός ἔσομαι, ecc, proseguendo con la declinazione al participio + il verbo essere al futuro. Ci sono, per il futuro perfetto attivo, solo 3 attestazioni, di costruzione tarda nella storia della lingua greca, che si formano con un futuro sigmatico sintetico, a raddoppiamento, ossia θνήσκω, ἵστημι e ἔοικα, facendo un esempio θνήσκω si realizza in τεθνήξω.
|              | Indicativo                     | Ottativo    |
| ------------ | ------------------------------ | ----------- |
| 1ª singolare | τεθνήξω                        | τεθνήξοιμι  |
| 2ª singolare | τεθνήξεις                      | τεθνήξοις   |
| 3ª singolare | τεθνήξει                       | τεθνήξοι    |
| 2ª duale     | τεθνήξεσθον                    | τεθνήξοιτον |
| 3ª duale     | τεθνήξεσθον                    | τεθνηξοίτην |
| 1ª plurale   | τεθνήξομεν                     | τεθνήξοιμεν |
| 2ª plurale   | τεθνήξετε                      | τεθνήξοιτε  |
| 3ª plurale   | τεθνήξουσιν                    | τεθνήξοιεν  |
| Infinito     | Participio                     |             |
| τεθνήξειν    | τεθνήξων, τεθνήξουσα, τεθνῆξον |             |

| Raddoppiamento | Radice | Caratteristica del futuro | Vocale tematica | Terminazione |
| λε-            | -λύ-   | -σ-                       | -ο-             | -μαι         |
| -------------- | ------ | ------------------------- | --------------- | ------------ |

|              | Indicativo                           | Ottativo                |
| ------------ | ------------------------------------ | ----------------------- |
| 1ª singolare | λελύσομαι                            | λελυσοίμην              |
| 2ª singolare | λελύσῃ (< *λελύσεσαι)                | λελύσοιο (< *λελύσοισο) |
| 3ª singolare | λελύσεται                            | λελύσοιτο               |
| 2ª duale     | λελύσεσθον                           | λελύσοισθον             |
| 3ª duale     | λελύσεσθον                           | λελυσοίσθην             |
| 1ª plurale   | λελυσόμεθα                           | λελυσοίμεθα             |
| 2ª plurale   | λελύσεσθε                            | λελύσοισθε              |
| 3ª plurale   | λελύσονται                           | λελύσοιντο              |
| Infinito     | Participio                           |                         |
| λελύσεσθαι   | λελυσόμενος, λελυσομένη, λελυσόμενον |                         |

Esiste inoltre un futuro perfetto formato sul tema ἰδ-/εἰδ-/οἰδ-, e quindi derivante da οἶδα; il significato sarà ovviamente "saprò" (per aver visto). Ha una forma media dal significato attivo (εἴσομαι, da εἴδ-σομαι) e una forma attiva (εἰδήσω, con ampliamento in -η-):
|                 | Indicativo attivo           | Ottativo attivo | Indicativo medio               | Imperativo medio |
| --------------- | --------------------------- | --------------- | ------------------------------ | ---------------- |
| 1ª singolare    | εἰδήσω                      | εἰδήσοιμι       | εἴσομαι                        | εἰσοίμην         |
| 2ª singolare    | εἰδήσεις                    | εἰδήσοις        | εἴσῃ                           | εἴσοιο           |
| 3ª singolare    | εἰδήσει                     | εἰδήσοι         | εἴσεται                        | εἴσοιτο          |
| 2ª duale        | εἰδήσετον                   | εἰδήσοιτον      | εἴσεσθον                       | εἴσοισθον        |
| 3ª duale        | εἰδήσετον                   | εἰδησοίτην      | εἴσεσθον                       | εἰσοίσθην        |
| 1ª plurale      | εἰδήσομεν                   | εἰδήσοιμεν      | εἰσόμεθα                       | εἰσοίμεθα        |
| 2ª plurale      | εἰδήσετε                    | εἰδήσοιτε       | εἴσεσθε                        | εἴσοισθε         |
| 3ª plurale      | εἰδήσουσι(ν)                | εἰδήσοιεν       | εἴσονται                       | εἴσοιντο         |
| Infinito attivo | Participio attivo           | Infinito medio  | Participio medio               |                  |
| εἰδήσειν        | εἰδήσων, εἰδήσουσα, εἰδῆσον | εἴσεσθαι        | εἰσόμενος, εἰσομένη, εἰσόμενον |                  |